# Focio II
Focio II, (* ¿?, 1874 – † Estambul, 29 de diciembre de 1935) Patriarca de Constantinopla desde su elección el 7 de octubre de 1929 hasta su fallecimiento el 29 de diciembre de 1935.
| Predecesor: Basilio III | Patriarca de Constantinopla 1929 – 1935 | Sucesor: Benjamín I |

- Datos: Q718025